# کتابخانه ملی مولداوی
کتابخانه ملی مولداوی (رومانیایی: Biblioteca Naţională a Republicii Moldova) در شهر کیشیناو واقع شده‌است.